# Хотицы
Хотицы — деревня в Псковском районе Псковской области России. Входит в состав Писковичской волости.

## География
Деревня расположена к северо-западу от западных границ города Пскова (за Запсковьем), в 2 км восточнее волостного центра, деревни Писковичи, на Хотицком ручье, впадающем в Великую.

## Население
| 2001 | 2002 | 2010 | 2012 | 2021  |
| ---- | ---- | ---- | ---- | ----- |
| 250  | ↗298 | ↗350 | ↘344 | ↗1044 |

## История
До 1928 года Хотицы были центром Хотицкого сельсовета.
К 2024 году на юридической территории деревни Хотицы был построен настоящий микрорайон с многоквартирными домами «Молодёжный» (рассчитан на 882 жителей), а также ЖК «Александрия» (на 846 жителей) и «Невский».

## Галерея
- Начало д. Хотицы с юго-востока - со стороны г. Псков
- Начало д. Хотицы с северо-запада - со стороны д. Писковичи